# Hans Bernhardt
Hans Bernhardt (28 janvier 1906 ; 29 novembre 1940) est un coureur cycliste allemand. Il a remporté la médaille de bronze chez les hommes en tandem aux Jeux olympiques d'été de 1928,. Lors de cette même édition, il termine quatrième de la vitesse.